# فرودگاه شهری ایندیانولا
فرودگاه شهری ایندیانولا (به انگلیسی: Indianola Municipal Airport) یک فرودگاه است که یک باند فرود بتن دارد و طول باند آن ۲۱۳۱ متر است. این فرودگاه در کشور ایالات متحده آمریکا قرار دارد .